# Sân vận động Setsoto
Sân vận động Setsoto (tiếng Anh: Setsoto Stadium) là một sân vận động đa năng ở Maseru, Lesotho. Sân hiện đang được sử dụng chủ yếu cho các trận đấu bóng đá. Sân vận động có sức chứa 20.000 người. Hiện tại đây là sân nhà của đội tuyển bóng đá quốc gia Lesotho. Sân đã được cải tạo và mở rộng trong năm 2010–2011.